# LR Vicenza
LR Vicenza Virtus is een Italiaanse voetbalclub uit de stad Vicenza in Noord-Italië. De club werd in 1902 opgericht als AC Vicenza en stond intussen onder verschillende namen bekend.

## Geschiedenis
De club werd in 1902 opgericht en bereikte in 1911 de finale om het Italiaanse kampioenschap maar verloor die van Pro Vercelli, een van de sterkste Italiaanse teams uit die tijd.
Tijdens de jaren 20 en 30 speelde de club in lagere divisies en bereikte in 1942 voor het eerst de Serie A. Daar speelde de club een heel seizoen tegen de degradatie en kon die pas op de laatste speeldag vermijden na een 2-6 overwinning tegen Juventus in Turijn. In 1947 werd de club vijfde maar een jaar later degradeerde Vicenza. Begin jaren 50 kreeg de club financiële problemen en werd in 1953 opgekocht door het bedrijf Lanerossi. Toen werd de naam van de club veranderd in Lanerossi Vicenza.
Tussen 1955 en 1975 speelde de club in de hoogste klasse. De club keerde terug in 1977 en werd het volgende seizoen vicekampioen. Maar in het seizoen daarna degradeerde club weer en zakte daarna zelfs weg in de Serie C1.
In de jaren 80 startte sterspeler Roberto Baggio zijn carrière bij Vicenza en leidde het team terug naar de Serie B. In 1986 promoveerde het team maar de promotie werd geweigerd en in 1987 speelde het team weer in de Serie C1.
In 1990 nam de club de naam Vicenza Calcio aan. In 1993 promoveerde Vicenza naar de Serie B en in 1995 naar de Serie A. Twee jaar later won de club de beker onder leiding van trainer-coach Francesco Guidolin en haalde Vicenza de halve finales van de Europacup II, waarin verloren werd van Chelsea. In 1999 degradeerde de club opnieuw en keerde onmiddellijk terug, maar degradeerde ook dan weer.
In 2005 zou de club ook degraderen naar de Serie C, maar mocht blijven nadat Genoa 1893 en Perugia Calcio van de Italiaanse voetbalbond moesten degraderen. Een jaar later degradeerde het alsnog, maar keerde in seizoen 2013/14 weer terug naar de Serie B.
In 2017 degradeerde de club opnieuw naar de Serie C. In het seizoen 2017/18 kende Vicenza Calcio constant financiële problemen en werd op 18 januari failliet verklaard maar speelde het lopende seizoen nog wel uit.
In mei 2018 kondigde de voorzitter van Bassano Virtus 55 ST, dat net naar de Serie C gepromoveerd was, aan zijn club naar Vicenza te verhuizen. De club nam de boedel van Vicenza Calcio over en ging als rechtsopvolger onder de naam LR Vicenza Virtus spelen.
Los daarvan werd ook een tweede opvolger opgericht door twee Franse investeerders die de rechten van Vicenza Calcio misliepen: AC Vicenza 1902. Ondanks het aantrekken van Djibril Cissé is die club in het seizoen 2018/19 niet toegetreden tot de competitie.

## Erelijst
- Coppa Italia

Winnaar: 1997
- Vriendschapsbeker

Winnaar: 1961

## Eindklasseringen (grafisch)
- 1946 11e
Serie A
- 1947 5e
Serie A
- 1948 20e
Serie A
- 1949 3e
Serie B
- 1950 13e
Serie B
- 1951 9e
Serie B
- 1952 10e
Serie B
- 1953 12e
Serie B
- 1954 6e
Serie B
- 1955 1e
Serie B
- 1956 9e
Serie A
- 1957 11e
Serie A
- 1958 7e
Serie A
- 1959 7e
Serie A
- 1960 10e
Serie A
- 1961 9e
Serie A
- 1962 14e
Serie A
- 1963 7e
Serie A
- 1964 8e
Serie A
- 1965 11e
Serie A
- 1966 6e
Serie A
- 1967 13e
Serie A
- 1968 12e
Serie A
- 1969 12e
Serie A
- 1970 8e
Serie A
- 1971 8e
Serie A
- 1972 12e
Serie A
- 1973 13e
Serie A
- 1974 12e
Serie A
- 1975 14e
Serie A
- 1976 16e
Serie B
- 1977 1e
Serie B
- 1978 2e
Serie A
- 1979 14e
Serie A
- 1980 5e
Serie B
- 1981 17e
Serie B
- 1982 3e
Serie C1
- 1983 4e
Serie C1
- 1984 3e
Serie C1
- 1985 2e
Serie C1
- 1986 3e
Serie B
- 1987 18e
Serie B
- 1988 4e
Serie C1
- 1989 12e
Serie C1
- 1990 14e
Serie C1
- 1991 10e
Serie C1
- 1992 4e
Serie C1
- 1993 2e
Serie C1
- 1994 10e
Serie B
- 1995 3e
Serie B
- 1996 9e
Serie A
- 1997 8e
Serie A
- 1998 14e
Serie A
- 1999 17e
Serie A
- 2000 1e
Serie B
- 2001 16e
Serie A
- 2002 9e
Serie B
- 2003 8e
Serie B
- 2004 13e
Serie B
- 2005 17e
Serie B
- 2006 16e
Serie B
- 2007 11e
Serie B
- 2008 17e
Serie B
- 2009 12e
Serie B
- 2010 14e
Serie B
- 2011 12e
Serie B
- 2012 19e
Serie B
- 2013 19e
Serie B
- 2014 5e
Prima Divisione
- 2015 3e
Serie B
- 2016 13e
Serie B
- 2017 20e
Serie B
- 2018 18e
Serie C
- 2019 8e
Serie C
- 2020 1e
Serie C
- 2021 12e
Serie B
- 2022 17e
Serie B
- 2023 7e
Serie C
- 2024 3e
Serie C
- 2025 2e
Serie C

- Serie A
- Serie B
- Serie C
- Prima Divisione

## Eindklasseringen
| Seizoen | Competitie                        | Niveau | Eindstand | Coppa Italia | Opmerking |
| ------- | --------------------------------- | ------ | --------- | ------------ | --- |
| 2000/01 | Serie A                           | I      | 16        | 2e ronde     | |
| 2001/02 | Serie B                           | II     | 9         | 2e groep 6   | |
| 2002/03 | Serie B                           | II     | 8         | kwartfinale  | |
| 2003/04 | Serie B                           | II     | 13        | 2e groep 4   | |
| 2004/05 | Serie B                           | II     | 17        | 3e groep 2   | verliezer play-out > US Triestina: 0-4. Alsnog geplaatst                                                                         |
| 2005/06 | Serie B                           | II     | 16        | 1e ronde     | |
| 2006/07 | Serie B                           | II     | 11        | 1e ronde     | |
| 2007/08 | Serie B                           | II     | 17        | 2e ronde     | |
| 2008/09 | Serie B                           | II     | 12        | 3e ronde     | |
| 2009/10 | Serie B                           | II     | 14        | 2e ronde     | |
| 2010/11 | Serie B                           | II     | 12        | 4e ronde     | |
| 2011/12 | Serie B                           | II     | 19        | 2e ronde     | verliezer play-out > Empoli FC: 2-3. Alsnog geplaatst                                                                            |
| 2012/13 | Serie B                           | II     | 19        | 3e ronde     | |
| 2013/14 | Lega Pro Prima Divisione Girone A | III    | 5         | 2e ronde     | kwartfinale promotieserie |
| 2014/15 | Serie B                           | II     | 3         | 1e ronde     | halve finale promotieserie; Ligatopscorer ex aequo Andrea Cocco: 19                                                              |
| 2015/16 | Serie B                           | II     | 13        | 4e ronde     | |
| 2016/17 | Serie B                           | II     | 20        | 3e ronde     | |
| 2017/18 | Serie C Girone B                  | III    | 18        | 2e ronde     | winnaar play-out > Santarcangelo: 3-2; verkoop licentie aan Bassano Virtus, de rechtsopvolger gaat verder als LR Vicenza Virtus. |
| 2018/19 | Serie C Girone B                  | III    | 8         | 2e ronde     | 1e ronde promotieserie |
| 2019/20 | Serie C Girone B                  | III    | 1         | 1e ronde     | |
| 2020/21 | Serie B                           | II     | 12        | 3e ronde     | Naam op 11-2-2021 gewijzigd in LR Vicenza.                                                                                       |
| 2021/22 | Serie B                           | II     | 17        | 1e ronde     | verliezer play-out > Cosenza Calcio: 1-0 /0-2                                                                                    |
| 2022/23 | Serie C Girone A                  | III    | 7         | --           | 2e ronde promotieserie; Ligatopscorer: Franco Ferrari (19); winnaar Coppa Italia Serie C                                         |
| 2023/24 | Serie C Girone A                  | III    | 3         | voorronde    | finale promotieserie > Carrarese Calcio: 0-0 (T) / 0-1 (U)                                                                       |
| 2024/25 | Serie C Girone A                  | III    | 2         | --           | |
| 2025/26 | Serie C Girone A                  | III    | .         | 1e ronde     | |

## Vicenza in Europa
#R = #ronde, Groep = groepsfase, 1/8 = achtste finale, 1/4 = kwartfinale, 1/2 = halve finale, T/U = Thuis/Uit, W = Wedstrijd, PUC = punten UEFA coëfficiënten .
Uitslagen vanuit gezichtspunt Vicenza
| Seizoen                                                     | Competitie         | Ronde        | Land                       | Club                   | Totaalscore | 1e W    | 2e W    | PUC  | Naam              |
| ----------------------------------------------------------- | ------------------ | ------------ | -------------------------- | ---------------------- | ----------- | ------- | ------- | ---- | ----------------- |
| 1962/63                                                     | UEFA Intertoto Cup | Groep B2     | Vlag van Nederland         | Feyenoord              | 2-3         | 0-3 (U) | 2-0 (T) | 0.0  | Lanerossi Vicenza |
|                                                             |                    | Groep B2     | Vlag van Duitsland         | FC Bayern München      | 3-4         | 1-0 (T) | 2-4 (U) | 0.0  | Lanerossi Vicenza |
|                                                             |                    | Groep B2     | Vlag van Joegoslavië       | OFK Beograd            | 3-2         | 1-2 (U) | 2-0 (T) | 0.0  | Lanerossi Vicenza |
| 1971                                                        | Mitropacup         | 1/8          | Vlag van Joegoslavië       | FK Radnicki Kragujevac | 3-1         | 0-1 (U) | 3-0 (T) | 0.0  | Lanerossi Vicenza |
|                                                             |                    | 1/4          | Vlag van Oostenrijk        | Austria Salzburg       | 4-5         | 3-2 (T) | 1-3 (U) | 0.0  | Lanerossi Vicenza |
| 1974                                                        | Mitropacup         | Groep A      | Vlag van Hongarije         | Tatabányai Bányász     | 1-2         | 0-1 (U) | 1-1 (T) | 0.0  | Lanerossi Vicenza |
|                                                             |                    | Groep A (2e) | Vlag van Oostenrijk        | FC Vorarlberg          | 3-1         | 0-0 (T) | 3-1 (U) | 0.0  | Lanerossi Vicenza |
| 1978/79                                                     | UEFA Cup           | 1R           | Vlag van Tsjecho-Slowakije | ASVS Dukla Praag       | 1-2         | 0-1 (U) | 1-1 (T) | 1.0  | Lanerossi Vicenza |
| 1997/98                                                     | Europacup II       | 1R           | Vlag van Polen             | Legia Warschau         | 3-1         | 2-0 (T) | 1-1 (U) | 15.0 | Vicenza Calcio    |
|                                                             |                    | 1/8          | Vlag van Oekraïne          | FK Sjachtar Donetsk    | 5-2         | 3-1 (U) | 2-1 (T) | 15.0 | Vicenza Calcio    |
|                                                             |                    | 1/4          | Vlag van Nederland         | Roda JC                | 9-1         | 4-1 (U) | 5-0 (T) | 15.0 | Vicenza Calcio    |
|                                                             |                    | 1/2          | Vlag van Engeland          | Chelsea FC             | 2-3         | 1-0 (T) | 1-3 (U) | 15.0 | Vicenza Calcio    |
| Totaal aantal behaalde punten voor UEFA coëfficiënten: 16.0 |                    |              |                            |                        |             |         |         |      |                   |

Zie ook
- Deelnemers UEFA-toernooien Italië
- Eeuwige ranglijst van deelnemers UEFA-clubcompetities

## Bekende (oud-)spelers
- Massimo Ambrosini
- Roberto Baggio
- Antonino Bernardini
- Francesco Coco
- Ousmane Dabo
- Gianni De Biasi
- Marco Ingrao
- Francesco Lodi
- Piet Kruiver
- Ibrahim Maaroufi
- Paul Okon
- Marcelo Otero
- Paolo Rossi
- Stjepan Tomas
- Luca Toni
- Pierre Wome

### Internationals
De navolgende voetballers kwamen als speler van Vicenza Calcio uit voor een vertegenwoordigend Europees A-elftal. Tot op heden is Paolo Rossi degene met de meeste interlands achter zijn naam. Hij kwam als speler van Vicenza Calcio in totaal 14 keer uit voor het Italiaanse nationale elftal.
| Naam              | Van        | Tot        | Totaal | Nationaal elftal |
| ----------------- | ---------- | ---------- | ------ | ---------------- |
| Paolo Rossi       | 21.12.1977 | 13.06.1979 | 14     | Italië           |
| Stjepan Tomas     | 16.08.2000 | 13.06.2002 | 12     | Kroatië          |
| Joachim Björklund | 16.08.1995 | 01.06.1996 | 8      | Zweden           |
| Valeri Bozhinov   | 22.03.2013 | 04.06.2013 | 2      | Bulgarije        |
| Giorgio Puia      | 11.11.1962 | 27.03.1963 | 2      | Italië           |
| Claudio Maiani    | 28.03.1986 | 28.03.1986 | 1      | San Marino       |
| Zsolt Laczkó      | 07.09.2012 | 07.09.2012 | 1      | Hongarije        |
| Mario David       | 23.03.1958 | 23.03.1958 | 1      | Italië           |
| Giampiero Maini   | 04.06.1997 | 04.06.1997 | 1      | Italië           |